# Li Tie
Li Tie (traditioneel Chinees: 李鐵, hanyu pinyin: Lǐ Tiě) (Shenyang, 18 september 1977) is een Chinees voormalig voetballer. Hij speelde als verdedigende middenvelder. In januari 2020 werd hij aangesteld als nieuwe bondscoach van China.

## Clubcarrière
Li begon zijn voetbalcarrière in 1998 bij Liaoning FC. Daar groeide hij uit tot basisspeler in het eerste elftal. In 2002 vertrok Li voor anderhalf miljoen pond naar Everton. In de eerste paar maanden werd hij regelmatig opgesteld, maar vanaf 2004 speelde hij geen enkele wedstrijd meer. In 2006 nam Sheffield United Li over, maar ook bij Sheffield kwam hij niet aan spelen toe. In 2008 tekende hij een contract bij Chengdu Blades, actief in de Chinese tweede divisie. In de eerste wedstrijd van het seizoen stond hij in de basis tegen zijn oude club Liaoning. In 2011 sloot hij zijn carrière af bij Liaoning Whowin, waarvoor hij nog gedurende twee seizoenen een vaste waarde was in de Super League.

## Interlandcarrière
In 1995 maakte Li Tie zijn debuut in het Chinees voetbalelftal, en op het moment dat China deelnam aan het wereldkampioenschap voetbal 2002 was hij reeds een ervaren interlandspeler: met op dat moment 79 interlands was hij op twee na de meest ervaren speler in de WK-selectie. In 2007 werd Li opgenomen in de selectie voor het Aziatisch kampioenschap; hij kwam op het toernooi niet in actie, en nam dat jaar afscheid van het nationaal elftal als speler. Als assistent-bondscoach keerde Li in 2014 terug bij het Chinees elftal als ondersteuning van de Franse bondscoach Alain Perrin. Perrin werd in 2016 ontslagen, maar Li bleef aan als assistent, eerst onder bondscoach ad interim Gao Hongbo en vervolgens ook onder de nieuwe trainer, Italiaan Marcelo Lippi.